# Problema da aviação embarcada

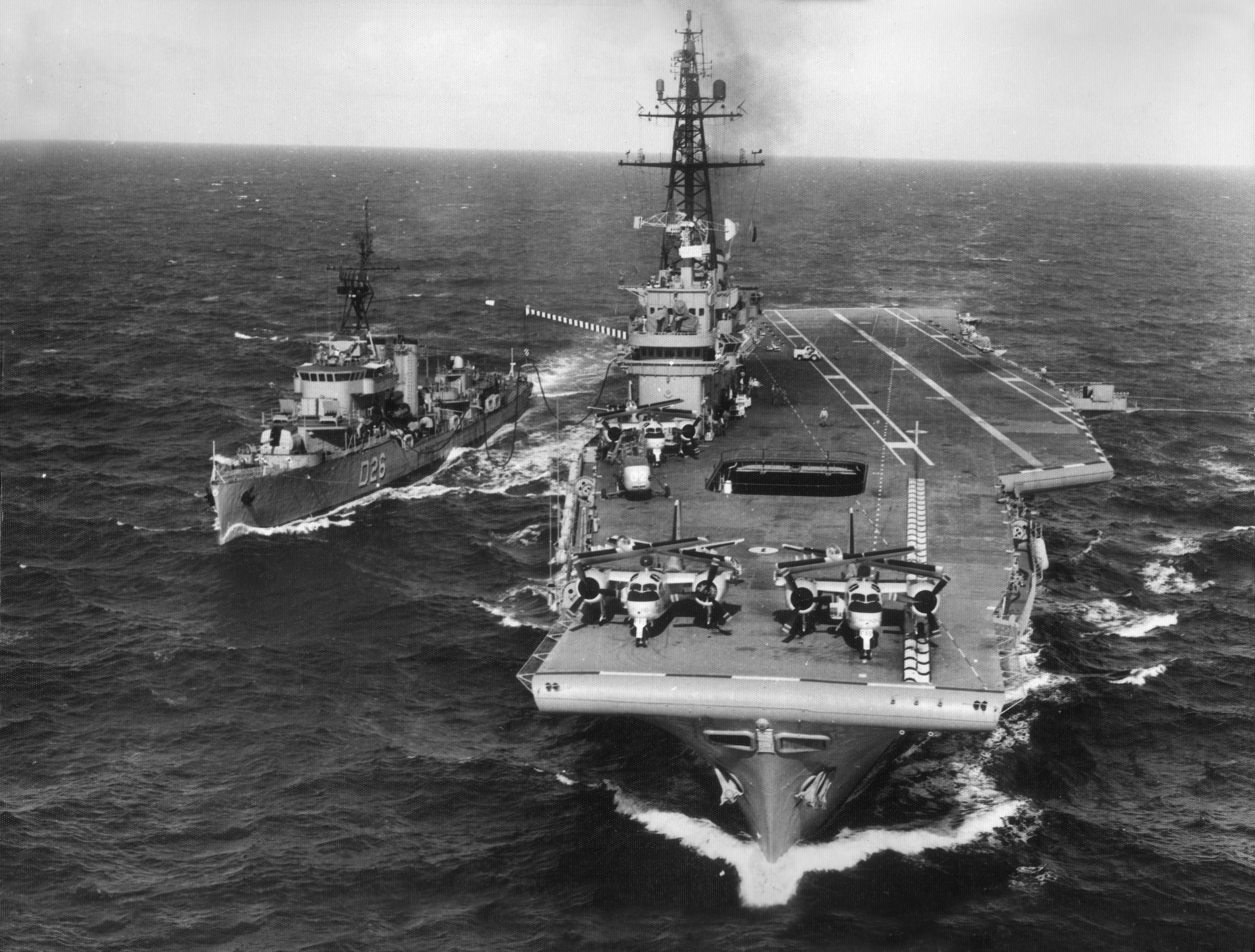
Aviões P-16 Tracker da FAB no convés do Navio-Aeródromo Ligeiro (NAeL) Minas Gerais após a resolução da disputa

O problema ou questão da aviação embarcada foi uma disputa corporativa entre a Marinha do Brasil (MB) e a Força Aérea Brasileira (FAB) pelas aeronaves que operariam a bordo do porta-aviões Minas Gerais, adquirido em 1956. A FAB queria manter seu monopólio da aviação militar, existente desde sua criação em 1941 pela fusão das aviações orgânicas do Exército e Naval. A MB, que não aceitara a perda de sua aviação, recriou-a, sob forte oposição da FAB, em meados dos anos 1950. A resolução do impasse foi o "corolário Castelo Branco", em 1965, que legitimou a Aviação Naval, mas restringiu-a a aeronaves de asa rotativa (helicópteros). As aeronaves de asa fixa (aviões) permaneceram nas mãos da FAB, cujo 1.º Grupo de Aviação Embarcada (GAE), com aviões P-16 Tracker, passou a operar no porta-aviões.
O Ministério da Aeronáutica e a FAB surgiram com o conceito de "Força Aérea Única", que justificavam com base na legislação vigente e na economia de recursos; o apoio aéreo à MB e ao Exército seria prestado pela cooperação com a FAB. Do ponto de vista da MB, essa cooperação era insatisfatória e uma aviação naval permitiria melhor coordenação e especialização. Ela tinha referências no exterior: no pós-Segunda Guerra Mundial (1939–1945), várias potências ocidentais como os Estados Unidos e o Reino Unido mantinham como parte das marinhas a aviação embarcada nos porta-aviões. No Brasil, a rivalidade entre as duas Armas era evidente no Estado-Maior das Forças Armadas (EMFA) e até nos jornais de grande circulação. A competição por recursos e autonomia de operação evidenciava o comportamento autárquico das corporações das Forças Armadas no período.
A MB criou a Diretoria de Aeronáutica da Marinha (DAerM) em 1952 e o Centro de Instrução e Adestramento Aeronaval (CIAAN) em 1955, já pensando na formação do efetivo de uma nova aviação naval. A justificativa que ela encontrou foi a compra do Minas Gerais, inaugurando uma corrida material e política com a FAB para fornecer o pessoal, helicópteros e aviões que seriam embarcados. O foco era a capacidade de guerra antissubmarino. A FAB criou o 1.º GAE, que não recebeu permissão para pousar no navio, e a 2.ª Esquadrilha de Ligação e Observação (ELO). A MB também conseguiu quadros de pilotos e pessoal de manutenção, mas suas aeronaves eram tecnologicamente inferiores. Artifícios como o desembarque em caixotes e montagem sigilosa não impediram as informações de chegar à imprensa, onde eram divulgadas com grande polêmica. A Aviação Naval não era reconhecida pelo controle de tráfego aéreo do Departamento de Aviação Civil, administrado pelo Ministério da Aeronáutica.
A crise chegou ao auge no "incidente de Tramandaí", em dezembro de 1964, quando um S-55 da MB teve seu rotor metralhado em terra por militares da FAB para impedir sua decolagem. O governo do presidente Castelo Branco chegou a um acordo final, dividindo a aviação embarcada por categorias (asas fixas e rotativas). FAB e MB trocaram aeronaves e o 1.º GAE passou a operar no Minas Gerais em 1965, mas o acordo não satisfazia plenamente nenhuma das partes, e dois ministros da Aeronáutica e um da Marinha pediram exoneração ao longo da crise. Mais tarde, em 1986, o Exército também recriou sua aviação orgânica, somente com helicópteros, e não houve alarde da FAB. Após o fim da vida útil dos aviões do 1.º GAE, a MB recuperou o direito de usar aeronaves de asa fixa em 1998, formando então o 1.º Esquadrão de Aviões de Interceptação e Ataque com os jatos A-4 Skyhawk.

## Antecedentes

### Externos

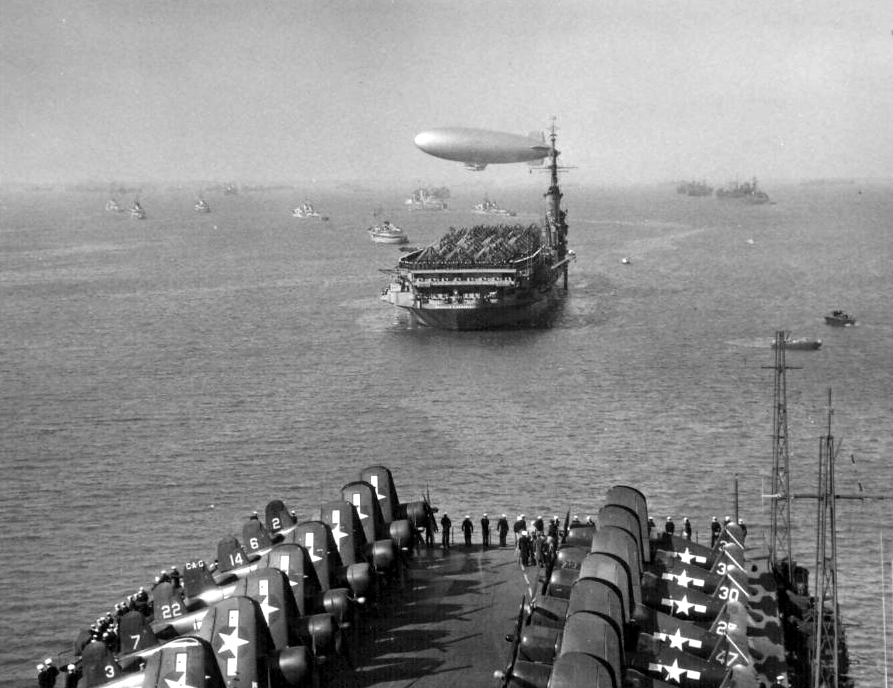
Aviação embarcada em porta-aviões americanos em 1946

A guerra naval da Segunda Guerra Mundial (1939–1945) em diante era marcada pela tecnologia aérea. Os porta-aviões tornaram-se a espinha dorsal das grandes armadas, e a aviação foi instrumento decisivo na guerra antissubmarino na Batalha do Atlântico, conservando grande prestígio após a guerra. Essa categoria de aviação atua em proveito de uma força naval ou em atividades subsidiárias de uma marinha. Ela pode existir na forma de aeronaves baseadas em terra, mas operando no mar; aeronaves de asa rotativa operando de navios como cruzadores; ou aeronaves de asa fixa ou rotativa operando especificamente dos porta-aviões.
A aviação naval pode ser definida como as aeronaves orgânicas (manutenidas, pilotadas e comandadas) das marinhas, mas seu pertencimento foi um problema em vários países. No Reino Unido, primeiro país a formar uma força aérea independente, a Força Aérea Real, em 1918, toda a aviação militar foi posta sob o novo Ministério do Ar. A Itália fez o mesmo em 1929. A Alemanha definiu em 1939 que as unidades aéreas navais seriam da Força Aérea, mas controladas pelo comandante-em-chefe da Armada em tempo de guerra. Alguns historiadores atribuem à ausência de aviação orgânica na Marinha Real britânica o desenvolvimento menor da aviação naval britânica no período entreguerras se comparado aos Estados Unidos, onde ainda não havia uma força aérea independente. Em 1937 a Marinha Real voltou a ter uma aviação embarcada orgânica. França e Argentina criaram forças aéreas independentes sem eliminar as aviações orgânicas de suas marinhas.
A Força Aérea dos Estados Unidos, criada em 1947, aceitava que a Marinha dos Estados Unidos operasse sua própria aviação embarcada, embora contestasse a aviação naval de longo alcance baseada em terra. Após a guerra, forças armadas como a britânica, americana e canadense tinham tanto aeronáuticas marítimas, pertencentes às forças aéreas, quanto serviços aéreos navais, operando principalmente de porta-aviões. A Marinha do Brasil tinha como referencial a Marinha dos Estados Unidos e, inspirada na importância da aviação para as operações navais na Segunda Guerra, acreditava que não poderia ser autossuficiente sem uma aviação própria.

### Domésticos

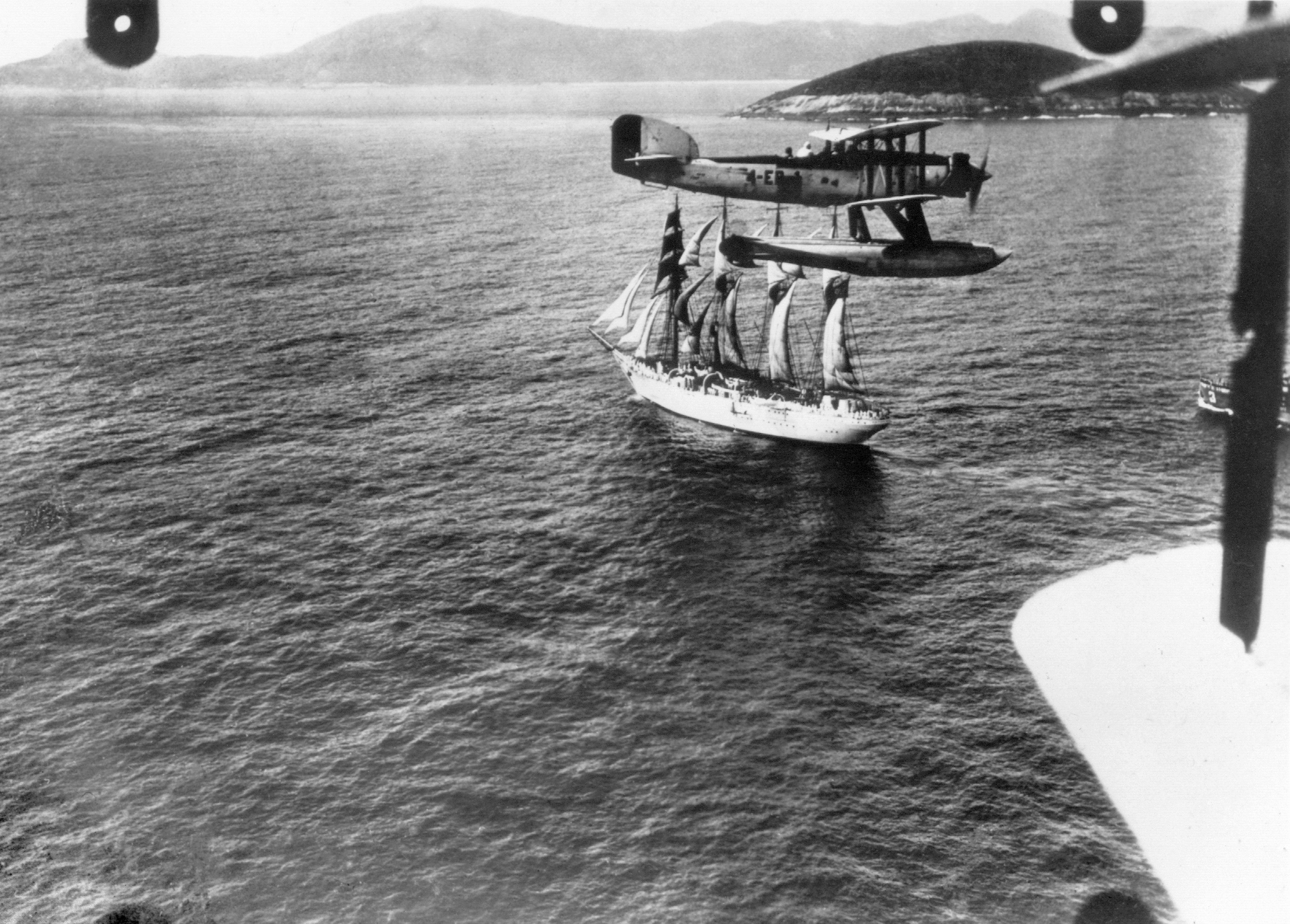
Hidroavião Fairey Gordon sobrevoa o navio-escola Almirante Saldanha da Gama em 1934, na primeira fase da Aviação Naval

No Brasil as aviações Naval e do Exército, cujas escolas de formação foram respectivamente fundadas em 1916 e 1919, coexistiram sem qualquer vínculo por 22 anos. Cada uma estava sob a autoridade de um ministério diferente: o da Marinha e o da Guerra. A aviação civil era de responsabilidade do Ministério da Viação e Obras Públicas. Isto mudou em 1941, quando o governo criou o Ministério da Aeronáutica, autoridade máxima das atividades aéreas brasileiras, e unificou as duas aviações militares numa nova organização, a Força Aérea Brasileira (FAB).
Isto ocorreu sob forte influência de teóricos do poder aéreo como o italiano Giulio Douhet, o americano Billy Mitchell e o britânico Hugh Trenchard. Douhet desprezava o que chamava de aviações "auxiliares", isto é, subordinadas aos exércitos e marinhas, pois não serviam à tarefa principal, que era conquistar o domínio do ar. Não se tratava somente de criar uma "Força Aérea Única". A fundamentação teórica do Ministério da Aeronáutica abrangia a indústria aeronáutica, aviação civil, infraestrutura aeroportuária e tecnologia como elementos do poder aéreo, e sua centralização também era justificada em nome da economia de recursos. Desta forma, até o controle de tráfego aéreo civil, que em outros países desenvolveu-se à parte das forças aéreas, foi subordinado ao Ministério da Aeronáutica no Brasil.
O Ministério da Marinha foi contrário a essa fusão e não apreciou a perda de sua Aviação Naval para a FAB. Conforme o almirante Renato de Almeida Guillobel,

quando foi criado o Ministério da Aeronáutica a Marinha estremeceu em seus alicerces (...). Entregou (...) a este novo Órgão, todo um enorme acervo de materiais, edificações, oficinas, habitações, vastíssimas aéreas de terrenos, latifúndios imensos dos quais poderia não se ter desfeito e que hoje lhe fazem muita falta, e mais do que tudo isto, um grande número de brilhantes Oficiais e Subalternos, por ela criados e especializados nos assuntos aéreos e correlatos.

O "grande número de brilhantes Oficiais", porém, tinha sentimento oposto: entre os aviadores navais, havia interesse pela criação da FAB. Em 1958, outro almirante, Fernando Almeida da Silva, avaliou em retrospecto essa primeira geração de aviadores navais:

os aviadores da Marinha passaram a constituir um grupo à parte, cujos componentes, em geral, se consideravam muito mais como aviadores do que como oficiais da Marinha, vivendo afastados dos navios e usando até uniformes diferentes, o que veio a anular um dos principais fatores de eficiência de sua formação - o tirocínio marinheiro, adquirido e apurado no pleno exercícios das lides navais. Tal erro não deverá ser repetido.

A partir daí nasceu uma rivalidade bilateral entre a Marinha e a Aeronáutica. A Marinha perdeu uma grande oportunidade de expansão aeronaval durante a participação do Brasil na Segunda Guerra Mundial, depois de 1942, quando a aviação de patrulha da FAB, a partir de bases em terra, foi usada contra os submarinos alemães na Batalha do Atlântico. Assim, o problema da aviação embarcada surgia muito antes do Brasil comprar seu primeiro porta-aviões.

## Pensamentos conflitantes

### Necessidade e pertencimento de uma aviação naval

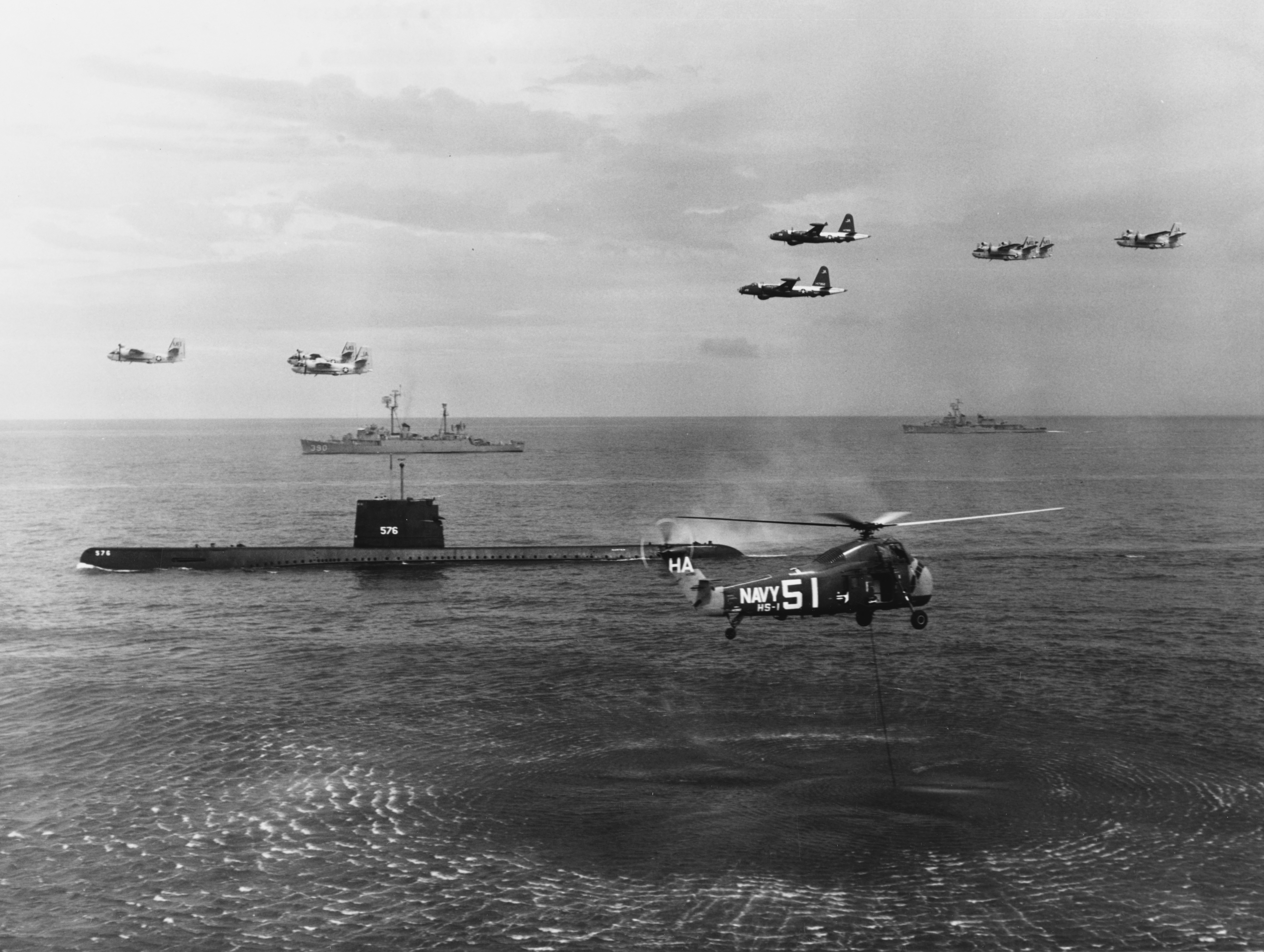
Demonstração americana de guerra antissubmarino em 1960: um helicóptero da Marinha usando sonar, contratorpedeiros e aviões de patrulha

Após a Segunda Guerra Mundial, a Marinha não desistiu de recuperar sua Aviação Naval, principalmente pela importância das aeronaves para seu foco no período, a guerra antissubmarino. No contexto do alinhamento brasileiro ao bloco ocidental na Guerra Fria, a ameaça hipotética seria o ataque ao comércio marítimo brasileiro pelos numerosos submarinos da Marinha da União Soviética, tal como as rotas comerciais haviam sido atacadas pela Marinha Alemã na Segunda Guerra. O mecanismo antissubmarino mais poderoso e de maior alcance seria um Grupo de Caça e Destruição, composto de um porta-aviões e quatro a seis contratorpedeiros.
Esse grupo não necessariamente precisaria ser brasileiro. No arranjo de defesa hemisférica entre Brasil e Estados Unidos, a Marinha americana teria atuação extensa no Atlântico, e caberia à MB a defesa costeira do comércio dos portos do Rio de Janeiro e Santos até a ilha da Trindade. Nesse sentido, a gestão do almirante Guillobel (1951–1954) no Ministério da Marinha investiu em bases em terra, navios hidrográficos e outros itens que poderiam auxiliar as operações antissubmarino de uma marinha aliada. Isso criava certa insatisfação no Estado-Maior da Armada, que já pensava no porta-aviões.
Para restabelecer a Aviação Naval, a opção mais barata seria aviões de patrulha sediados em terra, mas isso não seria politicamente viável. A FAB já podia desempenhar essa função, e sustentava que a centralização das atividades aéreas numa única força economizava recursos; uma aviação naval separada duplicaria uma infraestrutura dispendiosa (bases aéreas, escolas de formação, parques e oficinas de manutenção), além de ferir a legislação conferindo o monopólio da aviação ao Ministério da Aeronáutica.
Caso fosse adquirido um porta-aviões, a Marinha tinha certeza que um efetivo misto, de tripulantes da MB e aviadores da FAB, seria inviável. No pensamento naval, a vida operativa e administrativa num navio exigia o pertencimento de todos à mesma corporação, com formação, tradições e costumes homogêneos. No mar, o espaço e a mão-de-obra são escassos, e cada tripulante pode ter múltiplas funções. Essa divisão de responsabilidades não seria possível com o pessoal embarcado de uma unidade aérea, cuja estrutura do efetivo era muito diferente de um navio. O pessoal técnico da FAB era em sua maioria de sargentos, que, por conta da hierarquia, não seriam alojados com a maioria dos técnicos (cabos e marinheiros) da MB, e tampouco trabalhariam fora de seu grupo de aviação. Os oficiais da FAB progrediam na carreira mais rápido, e assim, eram mais jovens que os oficiais navais de mesma patente.

### A doutrina de cooperação
A recriação da Aviação Naval foi levada à pauta do Estado-Maior Geral em 1947, recebendo pareceres do Exército, MB e FAB. O Estado-Maior da Aeronáutica aceitava uma aviação marítima em terra ou embarcada, contanto que sob comando da FAB. O Estado-Maior da Armada argumentou que a aviação orgânica já existia em outras marinhas e garantia melhor coordenação e pessoal mais especializado, especialmente considerando as peculiaridades da aviação naval. O parecer final, o ofício 47-C Secreto, foi de manter os meios aéreos centralizados na FAB, que deveria cooperar com a MB. Porém, conforme o vice-almirante Fernando Almeida da Silva, a cooperação prestada pela FAB era "insuficiente, precária e de difícil obtenção".
A FAB estava contente com o status quo da doutrina de cooperação decidida em 1947, enquanto a MB queria uma revisão. A FAB temia a concorrência por recursos com as futuras aeronaves da Marinha. Ambas as corporações queriam o máximo de independência e liberdade de ação, a MB no controle das aeronaves, e a FAB no comando das manobras no convés.

## Manobras da MB e FAB
Quando a criação de uma aviação naval tornou-se possibilidade real, não se sabia a qual corporação pertenceria; isto seria decidido numa "corrida tecnológica, operacional e doutrinária" entre a Marinha e Aeronáutica, ambas buscando conquistas materiais e decisões governamentais. O Estado-Maior das Forças Armadas (EMFA), órgão sucessor do Estado-Maior Geral, foi palco para as rivalidades entre o Exército, MB e FAB, mas para além da caserna, o debate também aparecia nos jornais de grande circulação, nos quais FAB e MB trocavam acusações. A contínua disputa mostrava que o EMFA não dava a coesão esperada às três corporações das Forças Armadas, e as Escolas de Comando e Estado-Maior mantinham sua autonomia. Ainda assim, na década de 1950 as duas Armas já tomavam o cuidado de separar a polêmica doutrinária das questões operacionais nas instruções aeronavais, nas quais seus oficiais desenvolveram um bom entrosamento.

### Primeiras medidas
Em 1946 a Diretoria de Hidrografia da Marinha adquiriu um bimotor Beechcraft D18S, mas ele foi registrado como avião da FAB, que se responsabilizou por sua manutenção. O bimotor foi perdido num acidente em 1952.
A FAB já tomava com antecedência algumas medidas preventivas, a maior das quais foi o envio de 35 pilotos para aprender operações a bordo de porta-aviões na Marinha americana em 1948–1949. De 1950 a 1954 o país foi governado por Getúlio Vargas, o mesmo presidente que assinou o decreto do Ministério da Aeronáutica em 1941, e portanto, favorável à FAB. Ainda assim, seu ministro da Marinha, o almirante Guillobel, era bem relacionado no Executivo e no Congresso, e o presidente aceitou em 1952 que o EMFA reavaliasse a doutrina de cooperação da FAB. O documento resultante, denominado "1C-54 Secreto", mantinha o teor dos anteriores, mas a FAB contestou um parágrafo onde era definido que "a Aviação Embarcada é orgânica da Esquadra", pois a palavra "orgânica" dava a entender à Marinha que a aviação seria de sua posse.
Uma alternativa para uma aviação naval seriam os cruzadores da classe Barroso, que possuíam radar para controle aéreo e um hangar para helicópteros de observação de tiro, reconhecimento e salvamento no mar. Dois deles foram comprados pelo Brasil em 1951 e 1952 e respectivamente denominados Barroso e Tamandaré. Porém, essa via foi infrutífera. Ensaios com helicópteros da FAB em 1954 não tiveram sucesso e ela não respondeu aos avisos ministeriais da Marinha sobre a compra de helicópteros próprios.

### Preparo da estrutura administrativa
O debate político-militar tornou-se mais intenso, com teor ofensivo, na reorganização administrativa da MB em 1952, que previu a criação da Diretoria de Aeronáutica da Marinha (DAerM). Sua criação teve que ser negociada com Vargas e seu ministro da Aeronáutica, o brigadeiro Nero Moura. O anteprojeto de lei apresentado pela MB definia essa diretoria como "incumbida da organização, adestramento, instrução e administração do que disser respeito à Aviação Naval". O EMFA corrigiu-o para "incumbida da coordenação dos assuntos relacionados com o Ministério da Aeronáutica (...) e com a Aviação Embarcada".
Em 1953 a Marinha conseguiu a aprovação de um decreto com um regulamento para a DAerM, mas logo surgiram protestos de que o texto praticamente autorizava a existência de uma aviação naval. Um trecho especialmente polêmico foi a alínea "e" do Artigo 2.°, pela qual a Diretoria deveria "estabelecer, atendendo às diretivas do Estado-Maior da Armada, os tipos de aviões necessários à MB, suas características, armamento, equipamento e petrechos bélicos". A FAB, argumentando que o tópico era de interesse de mais de uma força, trouxe-o ao EMFA, onde foi julgado contrário à doutrina. Vargas sustou este regulamento, e um novo texto foi enfim sancionado em 1954.
A criação da DAerM é apresentada por alguns como o ressurgimento da Aviação Naval, mas "ainda levariam muitos anos até que um piloto da Marinha, pilotando uma aeronave dessa instituição, levantasse voo de um de seus navios ou base aeronaval". A contrapartida da FAB, criada no mesmo ano, foi o Núcleo de Comando Aerotático (NUCATAER), cuja função era "planejar e coordenar as operações conjuntas com o Exército e a Marinha". A Marinha insistia em recriar a Aviação Naval, seja a curto, médio ou longo prazo.

### Preparo de aviadores navais

PT-19 Fairchild do Aeroclube do Brasil, usado no treinamento dos primeiros aviadores navais

Em 1954 a MB criou a especialidade de Observador Aeronaval (OAN), para oficiais de ligação que serviriam a bordo de aeronaves da FAB, e no ano seguinte, o Centro de Instrução e Adestramento Aeronaval (CIAAN), para iniciar a formação de pessoal da área no Brasil, e conseguiu no Programa de Assistência Militar com os Estados Unidos autorização para formar seis oficiais como pilotos de helicóptero na Marinha americana. Os observadores aeronavais foram matriculados no curso de pilotagem primária do Aeroclube do Brasil; o objetivo de formar aviadores navais era claro. Obedecendo à Doutrina de Cooperação, a FAB liberou a matrícula de oficiais da Marinha em alguns de seus cursos, familiarizando os observadores aeronavais com a rotina das operações aéreas (planejamento, briefing, execução, debriefing e relatório).
Para completar o curso do CIAAN, a Marinha arrendou uma pista de pouso e dois aviões Fairchild PT-19 do Aeroclube do Brasil, e portanto, aeronaves civis, escapando da hegemonia da FAB. Deve-se lembrar que, ainda assim, todas as aeronaves no país eram registradas no Ministério da Aeronáutica, as militares na Diretoria de Material da Aeronáutica e as demais no Departamento de Aviação Civil. O curso de Observador Aeronaval tornar-se-ia o curso de Aviador Naval, e alguns oficiais da Marinha fariam cursos de pilotagem fora do país, especialmente na Marinha dos EUA.

### Compra doMinas Gerais

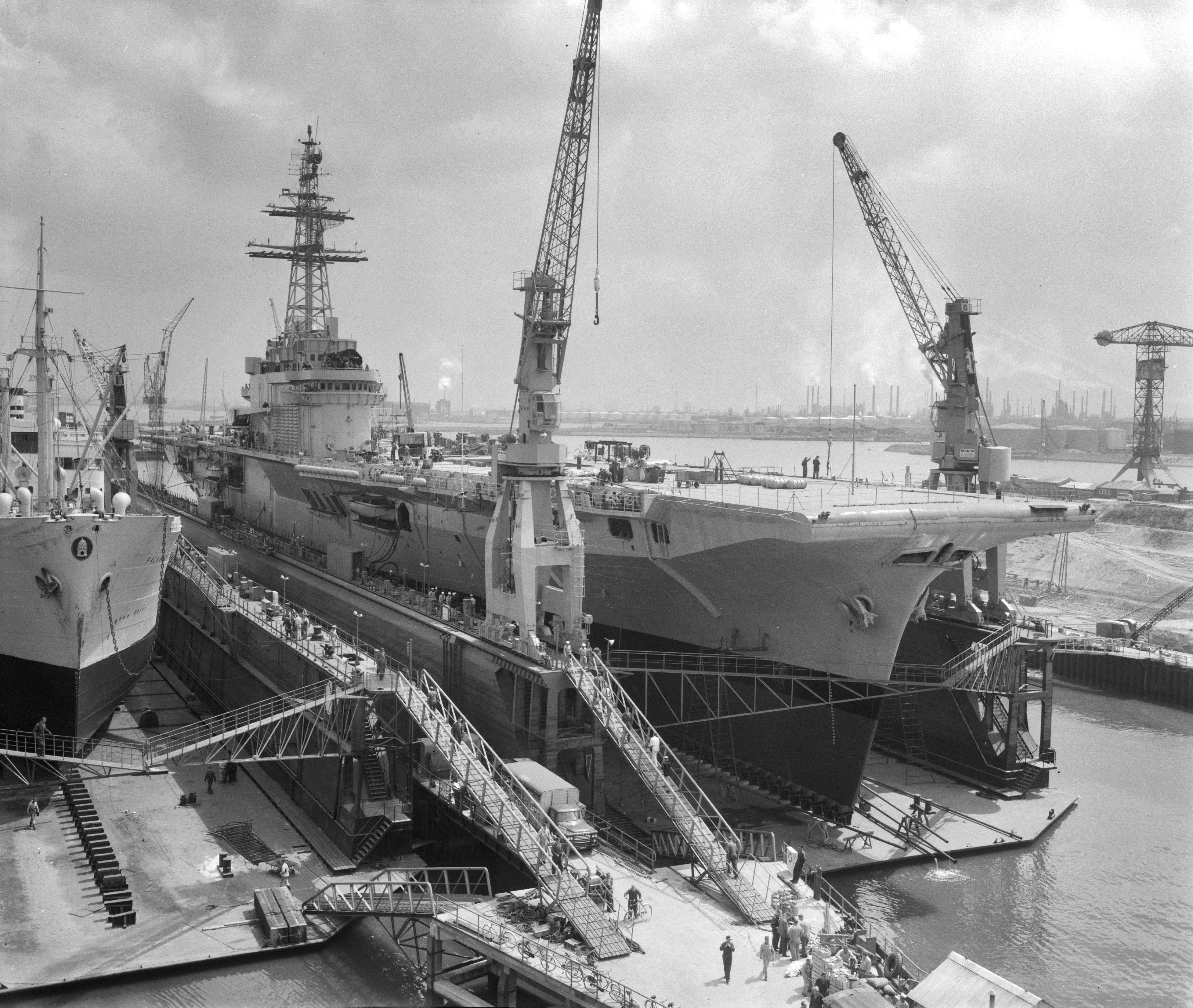
NAeL Minas Gerais em doca nos Países Baixos em 1960, antes da entrega ao Brasil

A justificativa encontrada pela Marinha para recriar sua Aviação Naval seria um porta-aviões. A razão de ser desse navio é a aviação embarcada, e suas aeronaves cumpririam funções distintas das já desempenhadas pela FAB em terra. Polemicamente, em 13 de dezembro de 1956 a Marinha anunciou a compra do porta-aviões britânico HMS Vengeance, designado Navio-Aeródromo Ligeiro (NAeL) Minas Gerais. Os oficiais da MB tinham um consenso a favor do porta-aviões, mas não os da FAB. Em um depoimento posterior, o brigadeiro Nero Moura criticou o presidente Juscelino Kubitschek por autorizar o navio "em detrimento da orientação do Estado Maior das Forças Armadas e contrariando a organização planejada para as Forças Armadas".
Neste momento, o trunfo da Marinha foi a capitalização do Fundo Naval, através do qual ela dependeu apenas da autorização do presidente para comprar o HMS Vengeance. Caso contrário, o financiamento estaria no Orçamento e passaria pela aprovação do Congresso Nacional e do EMFA, onde poderia ser obstruído pela disputa político-partidária e o lobby corporativo. O presidente autorizou a compra para apaziguar a oposição que enfrentava na FAB e MB. Na visão da Marinha, havia um "Clube dos Inimigos do Navio Aeródromo", composto de ativistas e simpatizantes do Partido Comunista, sindicalistas aeronautas e aeroviários, jornalistas e militares. Os mais notórios seriam o deputado Paulo Mincarone e o jornalista David Nasser. Mincarone publicou o livro "Escândalo do Minas Gerais" em 1959, acusando a Marinha de gastos "espúrios", excedendo o valor do navio, e falta de transparência. A canção Brasil já vai à guerra, de Juca Chaves, mencionou a disputa corporativa junto às suas críticas à compra do Minas Gerais: "'É meu!', diz a marinha, 'É meu!', diz a aviação".
É corrente nas versões da FAB a afirmação de que a compra veio como surpresa, mas o assunto já era discutido na imprensa, e a própria FAB pressionou o presidente a adquirir o navio quando sentiu que a compra era irreversível. O que ocorreu foi uma falta de comunicação da Marinha à Aeronáutica após a compra. As relações interserviço pioraram consideravelmente. Em março de 1960, quando o navio ainda estava em modernização nos Países Baixos, uma comitiva da FAB apresentou-se à Comissão de Fiscalização de Compra do Navio-Aeródromo para visitar as obras, mas não recebeu permissão para embarcar. O Minas Gerais chegou ao Brasil em fevereiro de 1961, após o final do mandato de Juscelino Kubitschek.

### Compra de aeronaves

#### Pela FAB

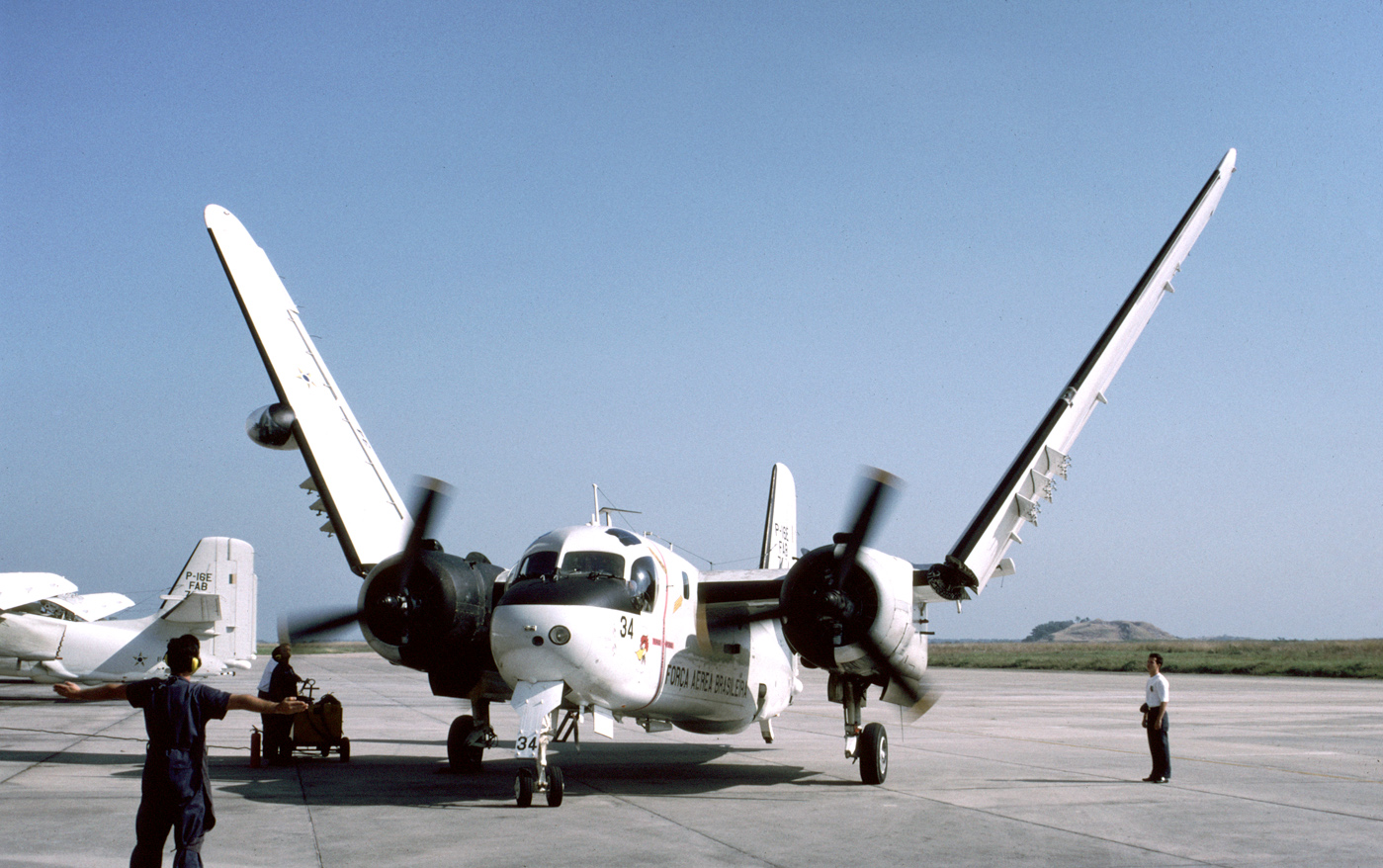
S-2E Tracker da FAB

No momento da compra do Minas Gerais, a Marinha não tinha aeronaves. Após o porta-aviões ser fato consumado, FAB e MB acreditavam ambas que os futuros pilotos seriam seus. A MB acelerou seu preparo de pilotos e manobras para adquirir aeronaves, enquanto a FAB criou em fevereiro de 1957 o 1.º Grupo de Aviação Embarcada (GAE) para impedir o surgimento de uma aviação orgânica da Marinha. O decreto de criação, assinado pelo presidente, evidencia a intenção do Estado de manter a organização vigente das Forças Armadas, com o monopólio da aviação na FAB. Este seria o fato consumado da FAB, respondendo ao fato consumado da compra do Minas Gerais.

Inauguração da 2.ª ELO

No mesmo ano a FAB também ativou a 2.ª Esquadrilha de Ligação e Observação (ELO), com aviões North American T-6 e helicópteros H-13. As duas unidades aéreas foram decisões unilaterais da FAB. O almirante Fernando Almeida da Silva protestou, escrevendo: "se a finalidade é essa o nome da Unidade é infeliz, porque ligação e observação são missões de aviação orgânica e não de cooperação".
Como a compra e modernização do Minas Gerais foram sigilosas e a MB não informou até o início de 1957 que sua missão seria antissubmarino, a FAB havia planejado o 1.º GAE com um esquadrão de Patrulha Antissubmarino e outro de Aviões de Caça, não descartando a hipótese de usar os caças contra a Argentina. Ela não queria ser induzida ao erro, comprando aeronaves inadequadas à missão, o que deixaria uma brecha para a Marinha. Quando a missão ficou clara, em 22 de janeiro de 1957 a FAB obteve como parte do Acordo de Fernando de Noronha, firmado pelo governo brasileiro com os Estados Unidos, aeronaves embarcadas modernas: 13 aviões Grumman S2F-1 Tracker (P-16, na FAB) e seis helicópteros H-SS1N (SH-34J). O Acordo autorizava uma estação rastreadora de satélites americana na ilha. O treinamento para a equipagem e manutenção das novas aeronaves ocorreu com a Marinha americana, e elas foram recebidas em janeiro de 1961. Ainda assim, o 1.º GAE não tinha autorização para pousar no Minas Gerais.

#### Pela MB

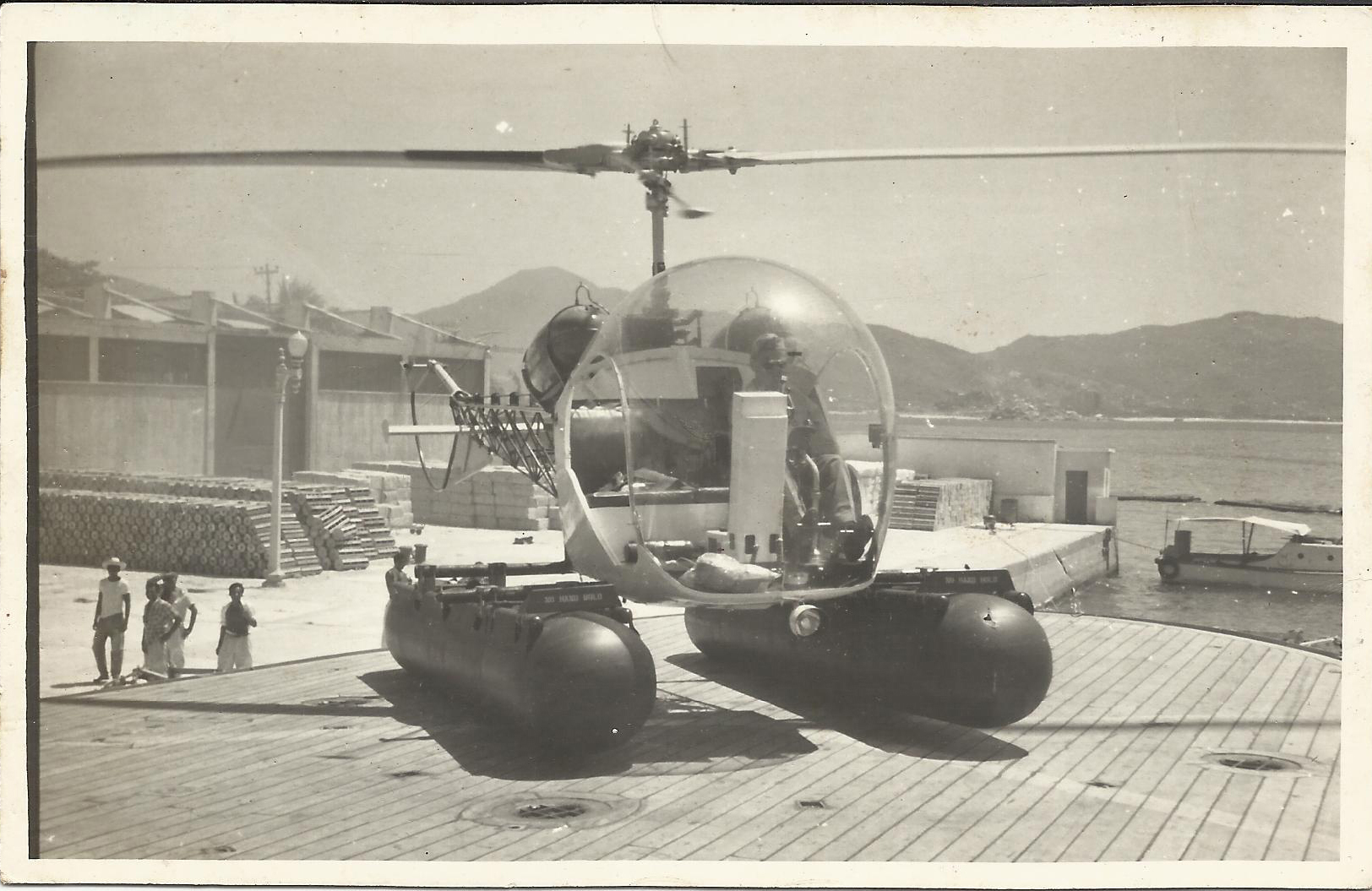
Kawasaki 47 equipado com flutuadores

Como as corporações das Forças Armadas tinham um alto grau de autonomia, a Marinha pôde agir de forma autárquica. Ela adquiriu aeronaves encobertamente, aproveitando o Fundo Naval. A instrução de pessoal continuou paralelamente às compras. A FAB vigiava todos as aquisições aeronáuticas da Marinha e ameaçava com retaliação os fornecedores que atendessem à MB. Como as aeronaves não eram reconhecidas pela FAB, o controle de tráfego aéreo relatava um risco para a segurança de voo no Rio de Janeiro sempre que elas voavam, chamando-as de "objetos não identificados".
A Marinha começou a receber suas encomendas de helicópteros em 1958, quando já tinha um pequeno quadro de pilotos e pessoal de suporte qualificado. A princípio chegaram três Bell HUL-1 (mod. 47J), dois Westland Widgeon (HUW) e dois Bell-Kawasaki HTL-6 (mod. 47G, usados para os navios hidrográficos Sírius e Canopus). A compra do Widgeon levou ao envio de dois oficiais, já treinados como observadores aeronavais, para completarem o curso na fábrica na Inglaterra, e a do Bell-Kawasaki, de dois oficiais para o Japão e outros dois, além de uma equipe de manutenção, para o Reino Unido. A turma regular de observadores aeronavais no CIAAN tinha 13 alunos em 1958. Os Bell 47J vieram encaixotados e foram montados no CIAAN. Os Widgeon e 47J tiveram péssimas condições operativas; para os oficiais, eram meros acessórios de ensino.
Em 1960 20 oficiais seguiram ao curso de Aviação Naval nos EUA e outros seis para o curso de piloto de helicóptero nas instalações da Bell e Marinha americana. No ano seguinte o Minas Gerais trouxe a bordo seis helicópteros Bell HTL-5 (mod. 47D), três Westland Whirlwind e três aviões Grumman TBF Avenger. Os TBF Avenger eram aviões usados, doados pelo governo americano, e aproveitados apenas para o treinamento no convés. Um oficial da Marinha tentou decolar com um deles, mas caiu no mar; ele foi resgatado e o acidente não teve divulgação oficial. Para além da frota de helicópteros, pequena e obsoleta, a Marinha procurou comprar aeronaves de asa fixa operacionais, mesmo com a oposição do governo federal e da FAB. Em 1962, o DAerM negociou as aquisições sob total sigilo.

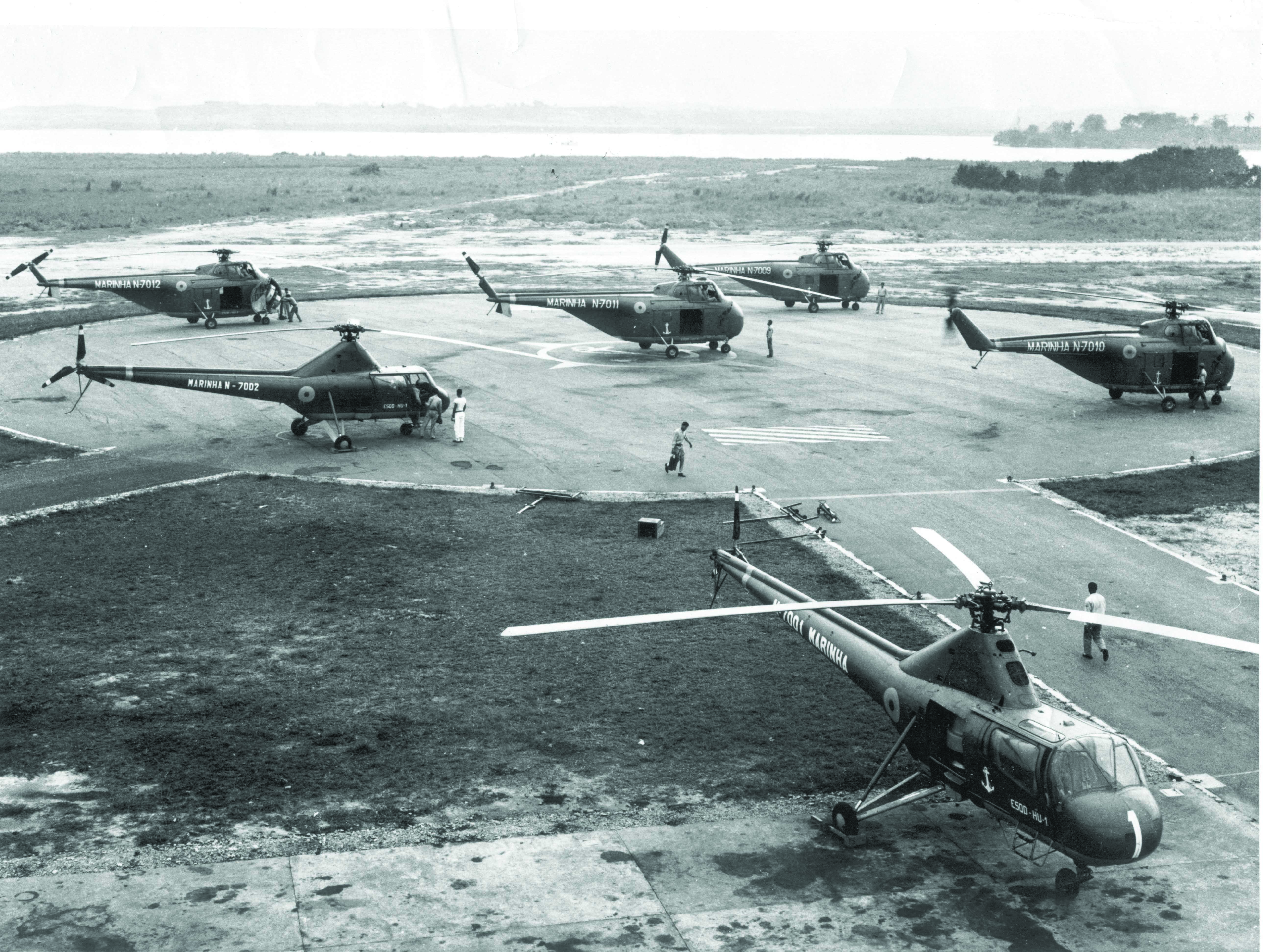
Heliponto com os Westland Widgeon e Whirlwind

Um episódio ilustrativo foi o da compra de seis Pilatus P.3 de primeira mão para fins de instrução e seis North American T-28 Trojan de segunda mão, convertidos para operações aéreas. Embora tecnologicamente inferiores aos P-16 Tracker da FAB, seu preço baixo era o que estava ao alcance do restriço orçamento da MB. Burlando as regras, as aquisições foram feitas sem autorização prévia do governo e sem avisar as Forças Armadas. Os T-28, que eram ligeiramente diferentes da versão militar americana, foram registrados no Ministério da Aeronáutica como aviões civis. Estes dois lotes de aviões chegaram ao Brasil completamente desmontados e encaixotados em navios de transporte de tropas da MB. Uma dessas levas de peças estava a bordo do Navio de Transporte de Tropas Soares Dutra, que atracou no cais do Arsenal de Marinha do Rio de Janeiro. As partes dos T-28 foram transferidas à noite para o Minas Gerais, onde as aeronaves foram montadas sob a supervisão de um técnico vindo dos EUA e decolaram em 17 de outubro de 1963.
O processo de montagem dos Pilatus P.3 foi mais difícil. Enquanto os T-28 foram enviados para o Minas Gerais, os Pilatus foram enviados ao hangar do 1.° Esquadrão de Helicópteros de Emprego Geral (HU-1). Entretanto, essa base não era dotada de uma pista de decolagem. A solução encontrada foi a construção de uma pista de solo compactado com 600 metros de comprimento nos fundos das instalações do HU-1. Ela foi concluída em três meses com a assessoria do 8.° Distrito do Departamento Nacional de Estradas de Rodagem (DNER). Os fuzileiros navais forneceram os equipamentos necessários e os trabalhadores foram contratados nas imediações das construção. Porém, ela era paralela à pista principal do Aeroporto do Galeão, a dois quilômetros de distância, onde algumas unidades da FAB operavam.

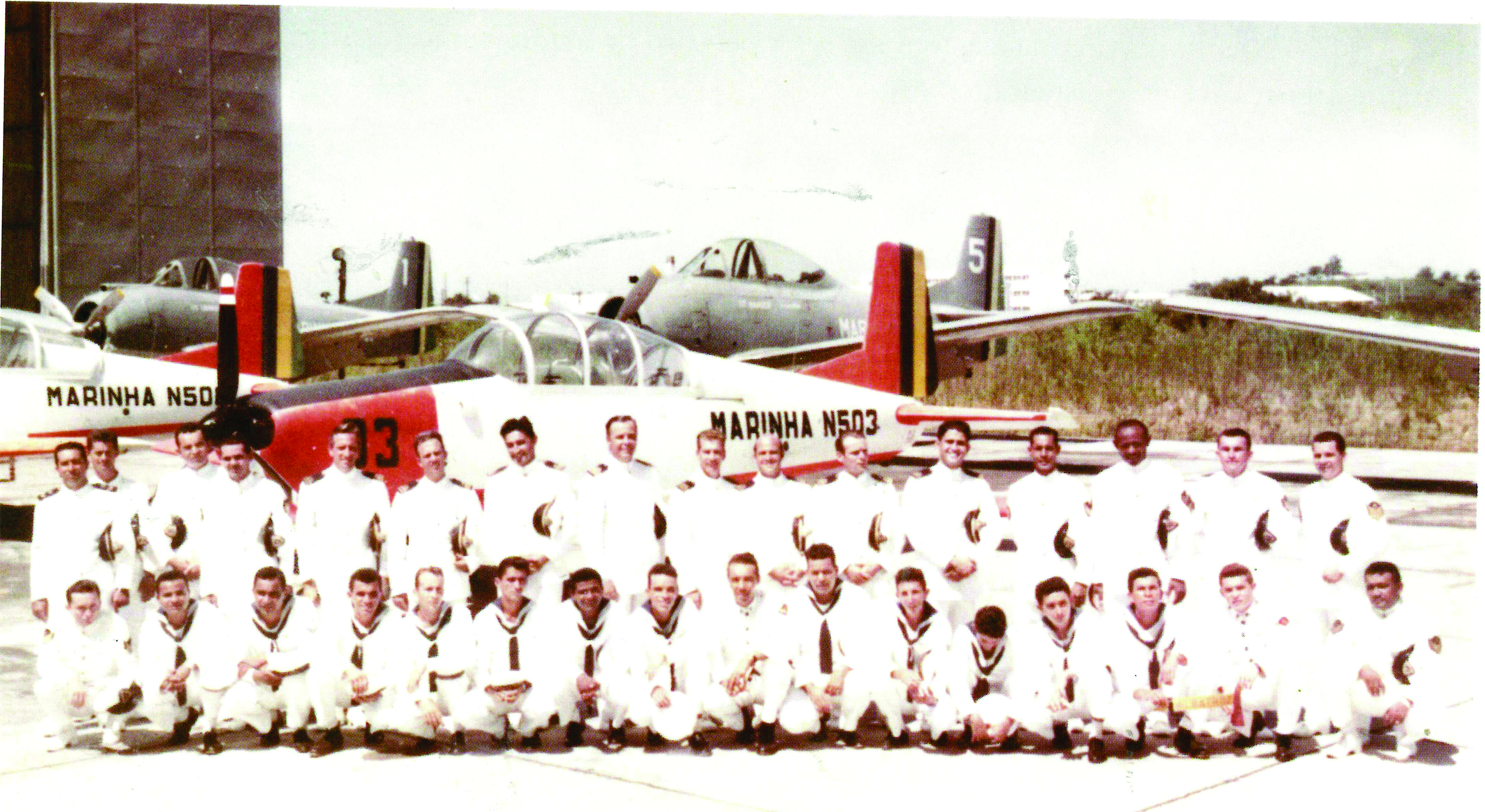
Aviadores navais de asa fixa em 1965

A fim de evitar a detecção por parte da FAB, a decolagem das aeronaves foi marcada para as primeiras horas da manhã. Elas decolaram conforme planejado, mas um Pilatus precisou voar sobre o prédio da Escola de Marinha Mercante, pois um C-47 da FAB estava prestes a realizar uma decolagem. Devido a estas aeronaves não serem dotadas de um sistema de rádio avançado, cinco helicópteros do HU-1 ficaram posicionados ao longo da rota (Saquarema-Araruama-Base Aérea Naval de São Pedro da Aldeia) para informar as movimentações dos Pilatus. O processo foi bem-sucedido, com a sexta aeronave precisando ser levada por terra por motivos técnicos. Após a chegada dos aviões, a FAB fez voos de reconhecimento sobre o terreno do HU-1.
O silêncio na compra, transporte e montagem não impediu a FAB e a imprensa de fazer diversas imputações criminosas, com ou sem fundamento, a partir de 1962. O tom era de escândalo. O Jornal usou o termo "contrabando" para o desembarque dos aviões. O Correio da Manhã chamou de ilegais os aviões "clandestinamente embarcados" e condenou o perigo de colisão aérea causado pela pista no Galeão. A controversa localização dessa pista levou o Sindicato dos Aeroviários a solicitar o fim dos voos "absolutamente irregulares". A FAB, através do Departamento de Aviação Civil, poderia garantir a segurança de voo se cooperasse com a MB, o que nenhuma das Armas conseguia fazer. A Marinha buscava defender-se no debate sem agredir verbalmente a FAB, mas a opinião pública pendia para a FAB devido ao sigilo das negociações da MB com os Estados Unidos e seu possível caráter ilícito. Formalmente, o EMFA não havia declarado que a FAB tinha monopólio sobre a aviação militar.
Em 1962 a campanha "Asas para a Marinha" obteve como doações um Taylorcraft BC-12D, um Fairchild PT-26 e um Neiva P-56 Paulistinha, mas eram aviões bastante usados. Para escapar da oposição da FAB, um modelo de avião de instrução que seria produzido no Brasil em grande quantidade: o Niess 7-250 Fragata, projetado pelo engenheiro e também instrutor de aviação Marc William Niess. Esta aeronave era monomotora, de construção metálica e destinada a operações treinamento avançado e armado. Um protótipo estava quase pronto em 1965.

### Provocações

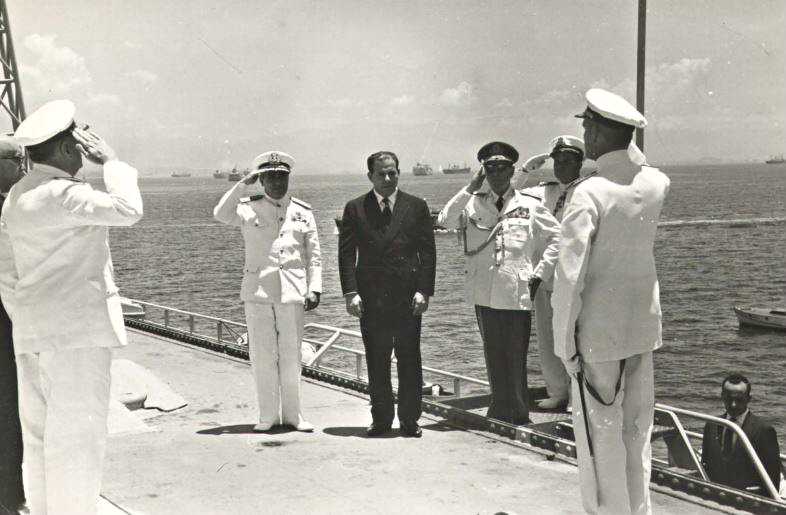
Presidente João Goulart a bordo do Minas Gerais em 1961

Aeronaves da MB e FAB encontraram-se no ar várias vezes. Num dos primeiros encontros, no início de 1961, um T-6 da 2.ª ELO manobrou agressivamente à volta de um Westland Widgeon do CIAAN. Segundo o piloto da FAB, o controlador de voo da torre do Galeão havia solicitado o afastamento de um helicóptero não identificado da área. A posse do presidente Jânio Quadros, naquele ano, trouxe rumores de que ele poderia fechar o CIAAN e transferir os helicópteros à FAB. Isso impulsionou a organização da Força Aérea Naval e as primeiras unidades aéreas da MB. Em 23 de agosto de 1961 o presidente solicitou uma demonstração de pouso dos P-16 no convés, o que poderia trazer a vitória para a FAB. Mas dois dias depois, Jânio renunciou e o pessoal da FAB foi retirado do navio antes que pudesse haver o pouso. O comandante do Comando Tático Aeronaval pousou de helicóptero SH-34J no convés do porta-aviões em 7 de setembro de 1962 para entregar uma mensagem de cordialidade, mas o conflito entre as Armas continuava.
As divergências ideológicas entre os militares a respeito do governo João Goulart (1961–1964) não eram causa do problema da aviação embarcada, mas elas interferiram em sua dinâmica. Goulart deixou a questão em aberto para impedir que a Marinha e Aeronáutica se unissem contra ele. Em 12 de junho de 1963 a Tribuna da Imprensa noticiou que um avião T-6 da 2.ª ELO foi quase metralhado pela Marinha ao sobrevoar a base aeronaval em São Pedro da Aldeia. Em resposta a esse e outros incidentes, o presidente suspendeu os voos da Marinha por 60 dias. Após três meses, a ordem ainda não havia sido revogada e continuava em vigor na administração do ministro da Marinha Sílvio Mota. Quando o ministro visitou São Pedro da Aldeia em setembro, foi recebido por uma decolada em massa de jovens capitães-tenentes. O movimento de indisciplina, conhecido como a "Revoada", era apoiado por oficiais contrários ao presidente e não resultou em punições.
Durante a interdição dos voos em São Pedro da Aldeia, dois oficiais da FAB, vestidos à paisana, foram enviados para vigiar com binóculos a base aérea da Marinha. No segundo dia eles foram questionados por um grupo de fuzileiros navais armados. Como o oficial da Aeronáutica mais antigo tinha patente superior ao oficial fuzileiro naval, eles conseguiram deixar o local sem ser conduzidos à base, como exigiam os fuzileiros.
Por algum tempo a Marinha deixou de designar um instrutor para a disciplina Emprego das Forças Navais, presente no currículo da Escola de Comando e Estado-Maior da Aeronáutica (ECEMAR), e da mesma forma, a Aeronáutica não designava instrutor para a disciplina Emprego de Força Aérea, lecionada na Escola de Guerra Naval. Em 1964 foi acordado o fornecimento mútuo de instrutores. Na ECEMAR, a apostila distribuída aos alunos apresentava a Aviação Naval como um dos componentes do Ministério da Marinha; no cabeçalho das apostilas estava a inscrição "MINISTÉRIO DA AERONÁUTICA". A FAB recolheu e incinerou todas as apostilas.

### Consequências operacionais

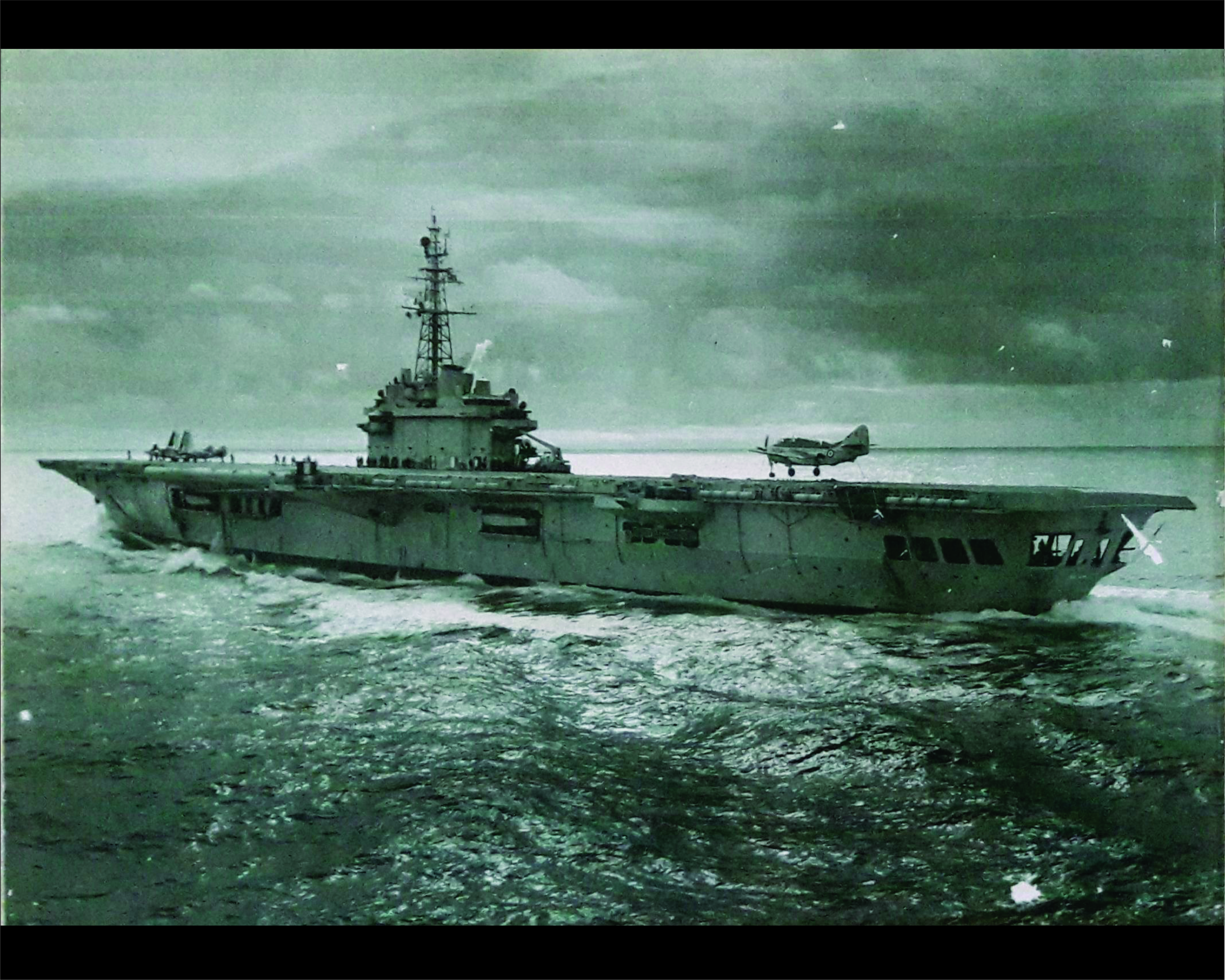
Operações embarcadas nos primeiros anos de serviço do Minas Gerais

Na crise política subsequente à renúncia de Jânio Quadros, as altas autoridades militares planejaram a "Operação Anel", na qual os P-16 da FAB, armados, decolariam do Minas Gerais e sobrevoariam Porto Alegre para ameaçar de bombardeio as tropas que haviam aderido à Campanha da Legalidade. A medida também serviria para demonstrar a união das Forças Armadas. Em vez disso, o porta-aviões deixou o porto sem informar a FAB, e o sobrevoo nunca ocorreu. O 1.º GAE realizou diversas missões independentes, participando da "Guerra da Lagosta" em 1963. A ausência do Minas Gerais nas operações aeronavais da Guerra da Lagosta foi usado pelos defensores da FAB para atacar a MB no debate público, muito embora elas ocorrerem perto do litoral, onde as bases aéreas em terra eram suficientes, e não envolvessem submarinos.
O fato era que o maior navio de guerra do país estava indisponível para a Guerra da Lagosta devido à disputa fratricida dentro das Forças Armadas. Faltava sua razão de ser, as aeronaves artilhadas, e ele só poderia ter sido útil pelo seu radar de varredura de superfície. O porta-aviões recebeu um xingamento, "O Belo Antônio", em referência ao protagonista impotente de um filme da épóca. O Minas Gerais participou sem aeronaves embarcadas do exercício internacional UNITAS IV, em junho de 1963. Ainda assim, aviões argentinos, pilotados por oficiais brasileiros, pousaram no convés, o que foi recebido como afronta pelos oficiais da FAB.

### Incidente de Tramandaí

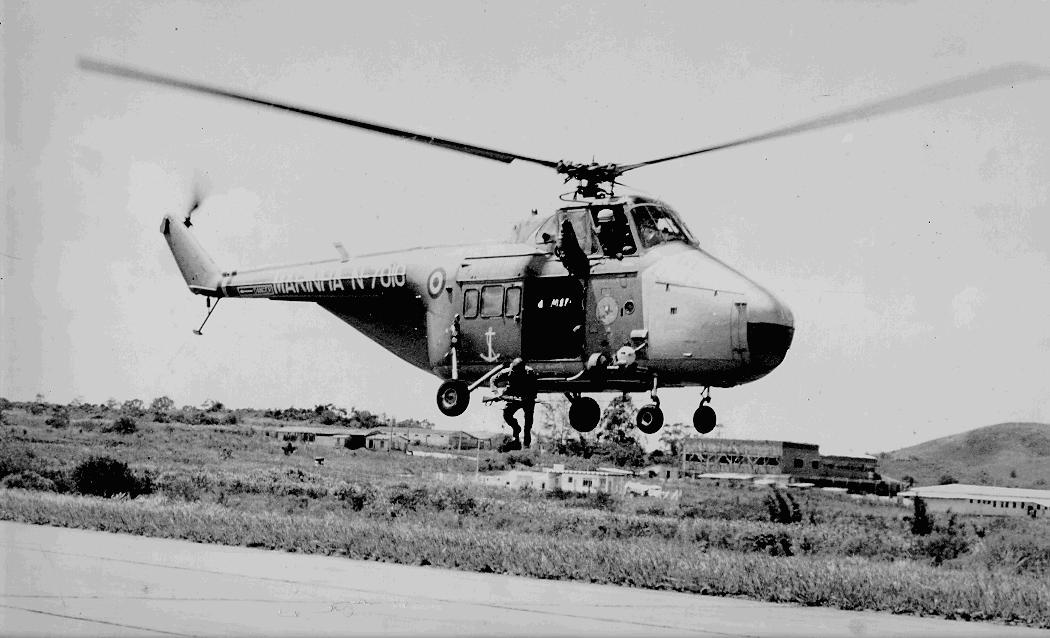
S-55 da Aviação Naval, mesmo modelo do helicóptero metralhado em terra no incidente

No início de dezembro de 1964, dois helicópteros do HU-1 operavam no Rio Grande do Sul: um Widgeon N-7001 auxiliava o Navio Hidrográfico Argus num levantamento hidrográfico na Lagoa dos Patos e um S-55 N-7009 (Westland Whirlwind) prestava apoio à Operação Pintassilgo por meio de patrulhas ao longo da fronteira com o Uruguai e nas cidades de Jacaré e Rio Grande, devido a suspeitas de contrabando de armas na região, com possível acobertamento de Leonel Brizola. A 4 de dezembro, ambos os helicópteros foram chamados para prestar auxílio à regata Rio-Santos durante a Semana da Marinha. Devido a distância entre os helicópteros, eles iniciariam a viagem de forma independente, se encontrando em Santos para o pernoite. Naquela época o esquema de escalas para esta viagem eram em Tramandaí, Florianópolis, Paranaguá e Santos. A primeira escala, Tramandaí, consistia em uma antiga estação de rádio da Cruzeiro do Sul que, por meio de convênio com a Marinha em 1963, tornou-se um importante ponto de abastecimento.
Ao amanhecer do dia 5, o N-7009 pousou no local, que, para sua surpresa, estava tomado por forças da FAB. O comandante da aeronave, e também comandante do HU-1, foi abordado por um oficial da FAB e comunicado da apreensão de seu helicóptero. Entretanto, após uma conversa a aeronave foi liberada para seguir viagem, rumando para Florianópolis. Tal não aconteceu com o N-7001 que pousou por volta das 9h30 do mesmo dia. A aeronave também foi abordada por três oficiais, que comunicaram mensagem semelhante à do N-7009. Recusando-se a acatar a ordem, o comandante dirigiu-se para sua aeronave e deu partida no motor. Militares da FAB abriram fogo contra o rotor de cauda do helicóptero, impedindo sua decolagem.
Como consequência, um Inquérito Policial Militar foi apresentado em 11 de dezembro. A tensão entre os dois ministérios atingiu tal ponto que alcançou o governo federal, levando o ministro da Aeronáutica, brigadeiro Nelson Lavanére-Wanderley, a demitir-se do cargo, sendo sucedido pelo major-brigadeiro Márcio de Sousa Melo. Após estes fatos, o NAeL Minas Gerais entrou na Baía de Guanabara, exibindo pela primeira vez seus T-28 no convés. Indignado com tamanha afronta, o ministro da Aeronáutica queixou-se à Marinha, que se recusou a retirar as aeronaves. Como resposta, Sousa Melo se demitiu após menos de um mês no cargo, sendo sucedido por Eduardo Gomes. A necessidade de uma solução para o conflito era clara.

## Resolução

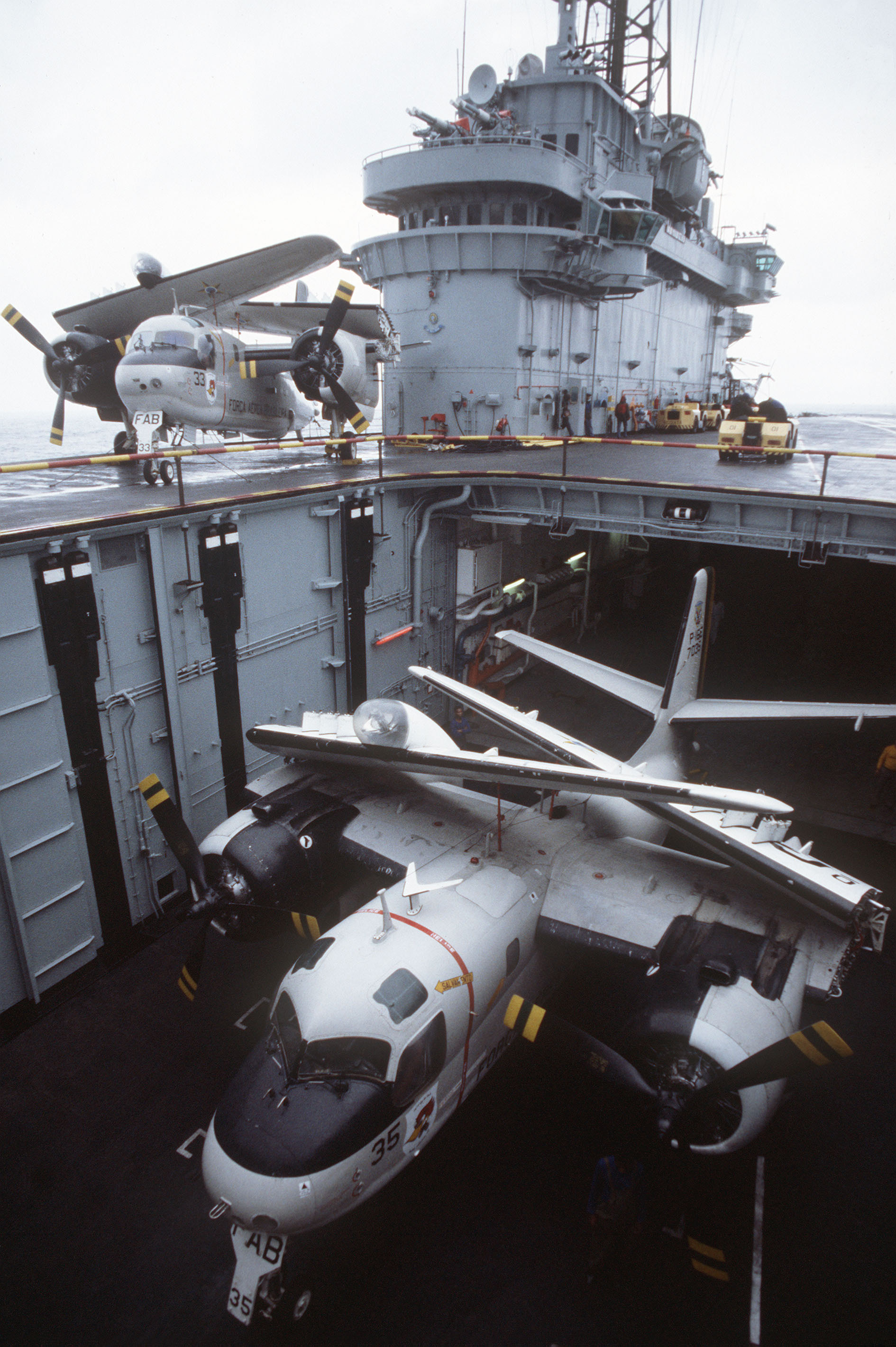
Aviões P-16 da FAB embarcados no Minas Gerais em 1984

A discórdia intermilitar, ainda mais no início da ditadura militar, não era conveniente ao Exército, Arma predominante dentro do EMFA. Enquanto FAB e MB competiam pela Aviação Naval, o Exército sempre quis preservar sua superioridade sobre ambas e manter sob controle a rivalidade. À época da compra do Minas Gerais, não fez manifestação direta, mas preferia uma aviação embarcada nas mãos da FAB para evitar um ganho unilateral da MB. A ideia desenvolvida mais tarde foi repartir categorias de aviação (asas fixas e rotativas) entre as duas Armas. A inferioridade tecnológica dos aviões da MB aos P-16 da FAB favoreceu que esta ficasse com as asas fixas. A participação mista das duas Armas na aviação embarcada era a sugestão do brigadeiro Eduardo Gomes ao presidente Castelo Branco.
A FAB temia um apoio americano à MB na questão, pois a Marinha americana tinha helicópteros e aviões orgânicos, mas os americanos não se importavam com qual Arma operaria os meios antissubmarino, contanto que o Brasil conseguisse operá-los.
A solução do governo foi o "corolário Castelo Branco", o decreto 55.627, de 23 de janeiro de 1965, permitindo à Marinha ter uma Aviação Naval orgânica com aeronaves de asa rotativa, mas conservando a exclusividade das asas fixas para a FAB. Consequentemente, as duas Armas trocaram equipamentos. A Aviação Naval entregaria à FAB 27 aviões, recebendo em troca seis helicópteros Sikorsky SH-34J. O Minas Gerais, então em operações de instrução no Nordeste, foi chamado após a aprovação do decreto. No dia 28, os ministros da Marinha e da Aeronáutica formalizaram a legislação à bordo do navio, seguido por manobras dos T-28. O primeiro P-16 pousou no porta-aviões em 22 de junho de 1965. A partir de então, o porta-aviões, os helicópteros da Aviação Naval (em terra e embarcados) e o 1.º GAE operaram de forma integrada. Quando embarcado, o 1.º GAE subordinava-se diretamente ao comandante do navio.
A 2.ª ELO teve sua sede transferida a São Pedro da Aldeia. Nesta base, as torres de controle da Marinha foram reconhecidas pelo sistema do Departamento de Aviação Civil, encerrando o conflito no controle de tráfego aéreo. Pelo seu regulamento, aprovado no ano seguinte, a Base Aérea Naval de São Pedro da Aldeia é um aeródromo alternativo para o tráfego aéreo da área do Rio do Janeiro.

## Desenvolvimentos posteriores

### Convivência noMinas Gerais

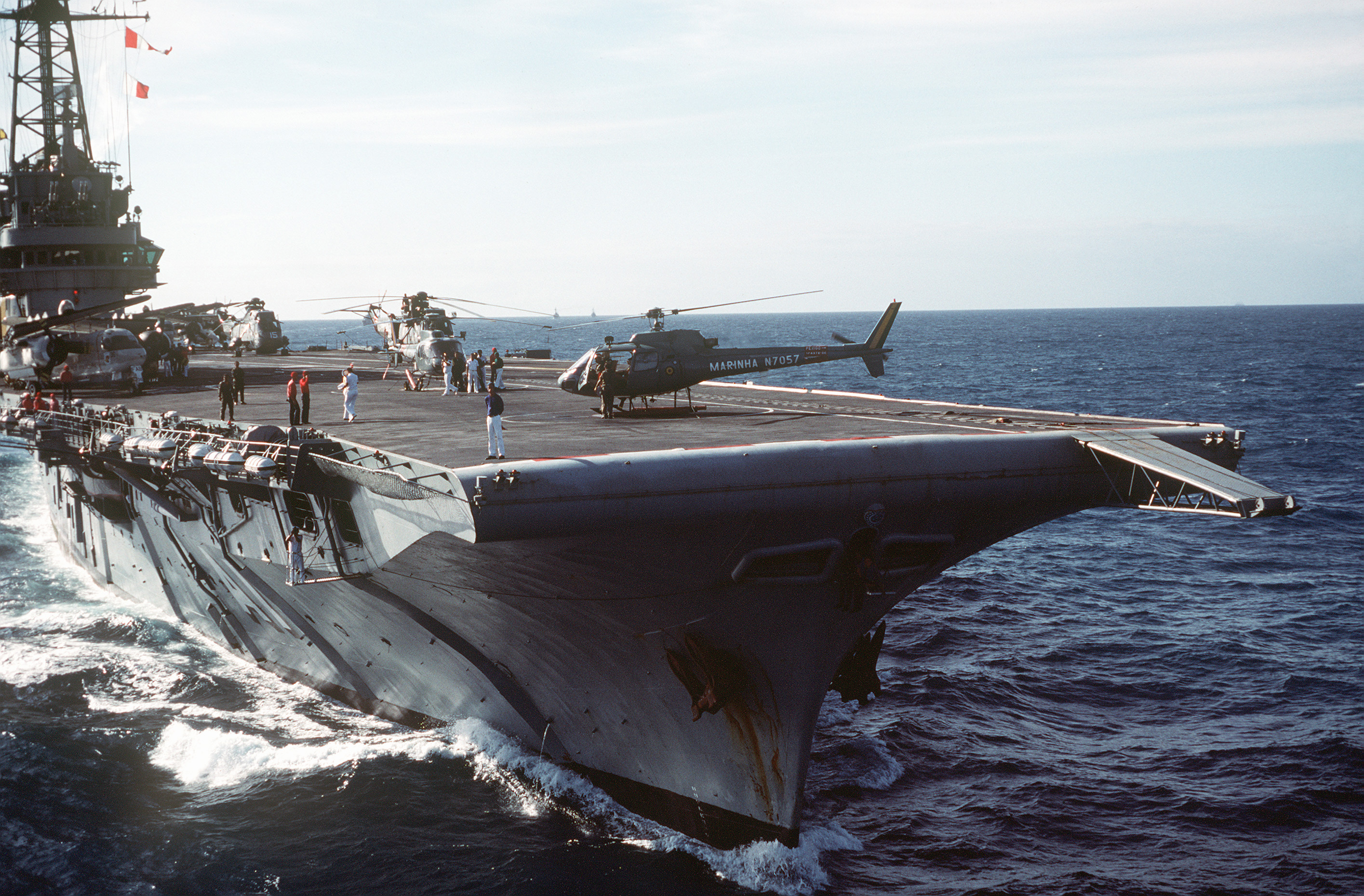
Aeronaves da Marinha e Força Aérea compartilham o Minas Gerais em 1984

Se para a Aeronáutica o resultado da crise foi apenas uma vitória parcial, a Marinha ficou ainda menos satisfeita. Seu ministro, o almirante Ernesto de Melo Batista, pediu exoneração e nenhum almirante da ativa aceitou assumir em seu lugar. Castelo Branco só conseguiu uma pacificação nomeando o almirante da reserva Paulo Bosísio. A rivalidade FAB–MB continuou, e o legado da crise foi um dos motivos do insucesso da proposta de criação de um Ministério da Defesa em 1967. O ministério unificaria as direções das Forças Armadas, mas as divergências intermilitares eram grandes demais, inviabilizando o projeto.
Após o decreto, a Marinha abandonou seus planos para um segundo porta-aviões e cancelou o projeto do Niess 7-250 Fragata. Dos aviões entregues à Aeronáutica, poucos foram usados, e por pouco tempo; a relação custo/benefício não justificaria sua inclusão nas estruturas de ensino e cadeias logísticas da FAB.
Nenhum outro porta-aviões nesse período operava com uma aviação embarcada da força aérea, e esse regime misto com a marinha já era considerado ultrapassado. Um estudo do  Departamento do Exército dos Estados Unidos chamou de "anomalia" essa divisão de responsabilidades, citando opiniões de críticos de que causaria sérios problemas de comando e controle. Em retrospecto, em 1998 a Folha de S. Paulo definiu a união de aviadores e marinheiros como um "casamento forçado". No início houve animosidade, a ponto do pessoal da FAB ganhar o apelido de "praga azul", em referência a seu uniforme. Com o tempo a relação melhorou muito, e na década de 1970 os P-16 e a tripulação do Minas Gerais já conseguiam realizar as difíceis operações noturnas. A incompatibilidade do efetivo da FAB com a tripulação do navio, especulada pelos pensadores da Marinha desde os anos 1950, verificou-se em parte, pois o relacionamento entre os sargentos da FAB e os marinheiros foi complicado.

### Divisão de tarefas na aviação militar

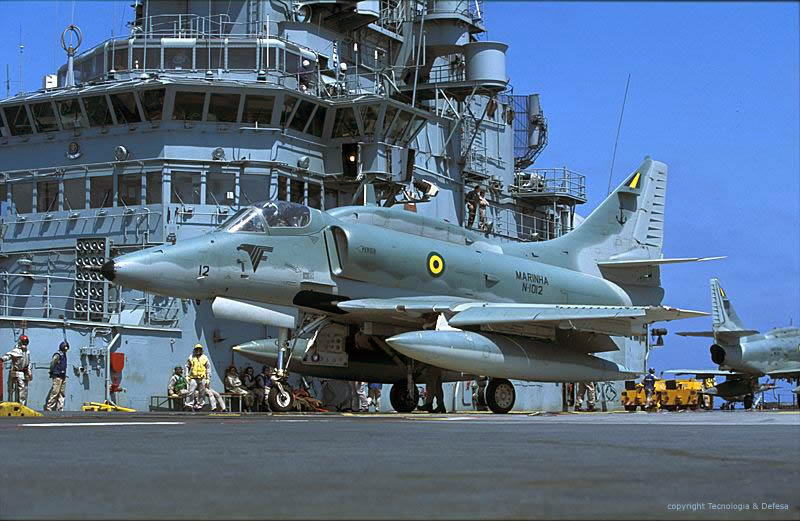
Retorno das asas fixas à Aviação Naval: caça AF1 no convés do São Paulo

O Exército recriou sua aviação orgânica, apenas com helicópteros, em 1986, sem alarde ou resistência da FAB. Os P-16 embarcados no Minas Gerais alcançaram o fim da vida útil em dezembro de 1996. O próprio porta-aviões também se aproximava do fim da vida útil. Após o fim dos P-16, a Marinha recuperou o direito de operar aeronaves de asa fixa pelo decreto 2.538, de 8 de abril de 1998, superando novas resistências da FAB nos bastidores. A dificuldade foi menor, pois apenas uma minoria mais velha de oficiais aviadores ainda insistia na ideia do "poder aéreo indivisível". Para os demais, a perda do monopólio poderia até mesmo representar uma economia.
Em sua nova fase, a Marinha adquiriu jatos A-4 Skyhawk e o novo porta-aviões São Paulo. As Armas novamente exibiram um comportamento autônomo e unilateral, mas dessa vez um novo projeto para criar um Ministério da Defesa, tendo em mente as desavenças históricas dentro das Forças Armadas, teve sucesso em 1999. Embora celebrados como grande conquista, tanto os jatos quanto o porta-aviões foram de difícil manutenção. O São Paulo foi desmobilizado em 2017, e os jatos ficaram presos a bases em terra, com previsão de desativação para 2025–2027.
O Exército tentou adquirir suas próprias aeronaves de asa fixa (Short C-23 Sherpa) em 2020, mas a resistência da FAB conseguiu impedir o projeto. Um dos argumentos dos brigadeiros era justamente o destino dos jatos da Aviação Naval. No mesmo ano a administração naval estudava a compra de caças F/A-18 Hornet para substituir os Skyhawk, mas conforme o jornalista Roberto Lopes, esta possibilidade esbarraria nos "ciúmes" dos militares da FAB, que têm, "muito cara, sua percepção de que jatos de combate decolando de pistas em terra são um ativo para ser manejado pelo Comando da Aeronáutica".

### Citações
1. ↑  Santos 2021, p. 65-74.
2. ↑  Falconi 2009, p. 52.
3. 1 2  Santos 2021, p. 95.
4. ↑  Falconi 2009, p. 38.
5. ↑  Fraga 2017, p. 15.
6. ↑  Santos 2021, p. 44.
7. ↑  Kuo 2020, p. 5.
8. ↑  Santos 2021, p. 46.
9. ↑  Wolk 1997, p. 179.
10. ↑  Goette 2004.
11. ↑  Carvalho 2007, p. 46.
12. ↑  Fraga 2017, p. 14-15 e 311-312.
13. 1 2  Jasper 2018, p. 34-35.
14. ↑  Andrade 2018, p. 18.
15. 1 2 3  Falconi 2009, p. 12.
16. ↑  Jasper 2023, p. 119.
17. ↑  Modesto 2019, p. 167.
18. ↑  Falconi 2009, p. 58.
19. ↑  Fraga 2017, p. 17.
20. 1 2  Santos 2021, p. 106.
21. ↑  Santos 2021, p. 49.
22. ↑  Falconi 2009, p. 173-174 e 231.
23. ↑  Modesto 2019, p. 12.
24. ↑  Falconi 2009, p. 47.
25. 1 2 3  Santos 2021, p. 15-24.
26. 1 2  FGV Projetos 2016, p. 137.
27. ↑  Santos. 2021, p. 80.
28. 1 2  INCAER 2014, p. 548.
29. 1 2  Falconi 2009, p. 169-170, 188.
30. ↑  Santos 2021, p. 76-80.
31. ↑  Santos 2021, p. 82.
32. ↑  Falconi 2009, p. 48-52, 56-58.
33. ↑  Falconi 2009, p. 48-52, 56-58, 142.
34. ↑  Falconi 2009, p. 157-158.
35. ↑  Falconi 2009, p. 63-65.
36. ↑  FGV Projetos 2016, p. 92.
37. 1 2  Falconi 2009, p. 49.
38. 1 2  Carvalho 2007, p. 47.
39. ↑  Santos 2021, p. 83-84.
40. ↑  Santos 2021, p. 96-98.
41. 1 2  Santos 2021, p. 84.
42. 1 2  Poggio 2020, Introdução.
43. 1 2 3  Carvalho 2007, p. 47-48.
44. ↑  Santos 2021, p. 93.
45. ↑  Falconi 2009, p. 158-159.
46. ↑  Carvalho 2007, p. 48.
47. ↑  Falconi 2009, p. 82-83.
48. 1 2  Santos 2021, p. 99.
49. ↑  Falconi 2009, p. 86.
50. ↑  Carvalho 2007, p. 49.
51. ↑  Santos 2021, p. 80 e 98.
52. ↑  Santos 2021, p. 12.
53. ↑  Falconi 2009, p. 77-80.
54. ↑  Santos 2021, p. 100-103.
55. ↑  Falconi 2009, p. 72.
56. ↑  Falconi 2009, p. 68-70.
57. ↑  Gonçalves 2020, p. 72.
58. ↑  Falconi 2009, p. 85.
59. 1 2 3  Poggio 2020, Surge o Fragata.
60. ↑  FGV Projetos 2016, p. 102-104.
61. 1 2 3  FGV Projetos 2016, p. 101.
62. ↑  Falconi 2009, p. 84-86.
63. ↑  Carvalho 2007, p. 54.
64. ↑  Falconi 2009, p. 167-168.
65. 1 2 3  INCAER 2014, p. 547.
66. ↑  Falconi 2009, p. 88-89.
67. ↑  Falconi 2009, p. 14-15.
68. 1 2  FGV Projetos 2016, p. 102.
69. ↑  Falconi 2009, p. 86-87.
70. ↑  Falconi 2009, p. 87.
71. ↑  Falconi 2009, p. 110.
72. ↑  Poggio 2020, Adquirindo helicópteros e treinando pilotos.
73. 1 2 3 4  Poggio 2020, Os aviões da Marinha.
74. 1 2  FGV Projetos 2016, p. 104.
75. ↑  Carvalho 2007, p. 60.
76. ↑  Falconi 2009, p. 117.
77. ↑  Falconi 2009, p. 94.
78. ↑  INCAER 2014, p. 549.
79. ↑  Falconi 2009, p. 93.
80. ↑  FGV Projetos 2016, p. 109.
81. 1 2  Poggio 2020, Uma pista clandestina.
82. 1 2 3 4  FGV Projetos 2016, p. 112.
83. ↑  Falconi 2009, p. 102-107 e 119-121.
84. ↑  FGV Projetos 2016, p. 108-109.
85. ↑  Falconi 2009, p. 111-112.
86. ↑  Falconi 2009, p. 113.
87. ↑  Falconi 2009, p. 129.
88. ↑  Waldmann Júnior 2013, p. 118.
89. 1 2  Falconi 2009, p. 132 e 137-140.
90. ↑  Carvalho 2007, p. 61.
91. ↑  Carvalho 2007, p. 62.
92. ↑  Carvalho 2007, p. 71-72.
93. ↑  Freitas 2018, p. 64.
94. ↑  Falconi 2009, p. 104.
95. ↑  Carrocino 2021, p. 48.
96. ↑  Lopes 2014, cap. 17.
97. 1 2  Folha de S. Paulo, 25 de janeiro de 1998.
98. 1 2 3  Poggio 2020, Tramandaí - um triste episódio.
99. ↑  Falconi 2009, p. 78-80, 130, 137, 150 e 162.
100. 1 2 3 4 5  Poggio 2020, Crise política e o decreto 55.627.
101. ↑  Falconi 2009, p. 145-146.
102. ↑  Falconi 2009, p. 162.
103. 1 2 3  INCAER 2014, p. 550.
104. ↑  Freitas 2018, p. 65-66.
105. ↑  INCAER 2014, p. 551.
106. ↑  FGV Projetos 2016, p. 116.
107. ↑  Falconi 2009, p. 167-169.
108. ↑  Falconi 2009, p. 156.
109. ↑  Falconi 2009, p. 165.
110. ↑  Fuccille 2006, p. 123.
111. ↑  Nogueira 2014, p. 70.
112. ↑  Carvalho 2007, p. 75-76.
113. ↑  Falconi 2009, p. 21, 170.
114. ↑  Nyrop 1983, p. 313.
115. ↑  Falconi 2009, p. 197-219 e 236.
116. ↑  FGV Projetos 2016, p. 140.
117. ↑  Martins Filho & Zirker 2000, p. 155.
118. ↑  Falconi 2009, p. 204.
119. ↑  Caiafa 2017.
120. ↑  Godoy & Godoy 2020.
121. ↑  Lopes 2020.